# Haarlemmerwegbrug
De Haarlemmerwegbrug (brug 121P) is een brug in Amsterdam Oud-West. Alhoewel genummerd als brug is zij een combinatie van brug en viaduct.
Ze is gelegen in de Rijksweg 10 (ringweg Amsterdam) en voert over de Rijksweg 200, in Amsterdam beter bekend als Haarlemmerweg in Stadsroute 103. Ze voert ook over de Haarlemmertrekvaart. Ten noordoosten van deze kruising lag het oude oude station Sloterdijk.
Tot in de jaren twintig van de 20e eeuw was dit agrarisch gebied binnen de gemeente Sloten. In 1921 annexeerde de gemeente Amsterdam de gemeente Sloten in verband met benodigde stadsuitbreiding. In 1926 begon de gemeente Amsterdam met onteigening van gronden om het mogelijk te maken de Hoofdweg, die tot dan toe bij de Erasmusgracht (destijds nog Kattegat geheten) door te trekken naar de Haarlemmerweg. De aanleg van dit stuk weg wordt belangrijker om het te verwachten verkeer uit en naar het gebied ten westen van de stad buiten de stad te houden. Er werd drukte verwacht in verband met de komst van de Olympische Spelen 1928 met als hoofdtrekpleister het Olympisch Stadion. In 1927 en 1928 wordt dan ook gebouwd aan de Saïdja en Adindabrug over de Erasmusgracht. De weg schampt aan de westkant een verkeersplein, wat later het Bos en Lommerplein zat heten. Rond 1930 is de weg al zo belangrijk dat zij voorzien moet worden van steviger bestrating. Er ligt dan een gelijkvloerse kruising. Dat stuk Hoofdweg zou jarenlang de westgrens van de stad vormen, getuige de luchtfoto van 6 oktober 1950 in het bezit van Beeldbank Amsterdam. Rond 1950 werd de naam voor dit traject veranderd in Multatuliweg. Als het gebied ten westen van de Hoofdweg in de jaren vijftig steeds verder wordt volgebouwd wint de weg aan importantie, een gelijkvloerse kruising met de Haarlemmerweg blijft, maar krijgt een steeds uitgebreidere vorm ter behandeling van de verkeersstromen.
In 1954 zijn er dan de eerste serieuze plannen de spoorlijn Amsterdam-Haarlem, de Haarlemmertrekvaart en de Haarlemmerweg te overspannen middels een viaduct. Er wordt dan gesproken bij de Publieke Werken over een 200 meter lang viaduct. Zaken worden opgehouden, men had het idee opgevat dat de Haarlemmerweg verlegd zou worden naar ten noorden van de trekvaart en de Coca-Colafabriek Sloterdijk staat in de weg. Wel verrijst ten oosten van de kruising de blikvanger Elseviergebouw van Willem Dudok en Robert Magnée (1964/1965). Maar dan spreekt men nog steeds over "het toekomstig viaduct".
In 1963 beginnen vervolgens de voorbereidende werken. Er wordt 340.000 zand uit Muiden aangevoerd om het toekomstige traject Velserweg (ten noorden van de Haarlemmertrekvaart) tot aan de Wiltzanghlaan verhoogd aan te leggen. In januari 1964 volgde dan eindelijk de aanbesteding van vijf kunstwerken in het traject Coentunnel naar Multatuliweg (die dan nog steeds eindigt bij de trekvaart). De oplevering van het traject loopt vertraging op, er wordt namelijk overal in de stad gebouwd zodat er onvoldoende geschoolde arbeiders zijn te vinden en ook de strenge winter van 1963 gooit roet in het eten voor wat betreft de oplevering van de Coentunnel. Op 21 juni 1966 wordt het traject geopend en dus ook het viaduct over de Haarlemmerweg en -trekvaart. Die Coentunnelweg kreeg vanuit het noorden geen directe aansluiting op de Haarlemmerweg, alhoewel dat wel voor later jaren in de planning lag. Het zou er echter nooit van komen. Vanaf de oplevering klaagden omwonenden over geluidsoverlast op de ringweg, vandaar dat (een flink aantal) jaren later, geluidsschermen op het viaduct werden geplaatst.
In 2018 ligt het knooppunt er net zo bij als in de jaren vijftig, op het viaduct na. De kruising heeft de vorm van een halve Haarlemmermeeraansluiting (noordpunt ontbreekt), waarin een soort rotonde onder het viaduct ligt. Vanaf 2017 tot eind 2019 wordt er weer gewerkt aan deze kruising. Vanaf het westen wordt het dijklichaam waarop de Haarlemmerweg ligt verhoogd en worden verkeersstromen (opnieuw) aangepast.
De brug ging vanaf de oplevering naamloos door het leven. In december 2017 gaf de gemeente Amsterdam (bijna) alle bruggen en viaducten in beheer bij Rijkswaterstaat (vandaar de toevoeging P) namen.